# Anoxia scutellaris
Anoxia scutellaris Mulsant, 1842, è un coleottero scarabeide melolontino.

## Descrizione

### Adulto
A. scutellaris si presenta come un insetto di medie dimensioni, dal corpo robusto e cilindrico, tra i 17 e i 24 mm di lunghezza. Le elitre sono marrone scuro, molto vicino al nero e presentano una lieve pubescenza, molto accentuata invece nella parte inferiore del torace e dell'addome. Il dimorfismo sessuale è ben evidente: i maschi hanno la clava antennale più sviluppata, le tibie anteriori prive dei due denti esterni presenti nelle femmine e hanno le elitre prive di pubescenza scagliosa bianca, che invece è presente nelle femmine. Gli adulti sfarfallano a metà giugno, sono attivi di sera e sono spesso attratti dalle luci artificiali.

### Larva
Le larve sono bianche e della tipica forma a "C" con la testa e le zampe sclerificate. Lungo i fianchi possiede una fila di forellini chitinosi che le consentono di respirare. Si trovano nei terreni sabbiosi delle spiagge di laghi, fiumi e mare e si nutrono di radici di piante erbacee. Lo stadio larvale dura circa 2 anni e mezzo e durante questo periodo compirà principalmente 2 mute che differenzieranno i 3 stadi larvali principal, ovvero L1, L2 e L3. Essendo prive di difesa sono facili prede di uccelli insettivori.

## Distribuzione e habitat
A. scutellaris si trova nell'Europa mediterranea, nel nord della Spagna,sud della Francia (compresa la Corsica), Italia (isole incluse) e territori della ex Jugoslavia. Si può incontrare specialmente sulle coste sia dei laghi che dei mari, in quanto le femmine tendono a deporre le uova nei terreni sabbiosi.

## Tassonomia
Sono note quattro sottospecie:
- Anoxia scutellaris argentea Aliquò & Massa, 1977
- Anoxia scutellaris naxiana Reitter, 1890
- Anoxia scutellaris rumelica Apfelbeck, 1899
- Anoxia scutellaris sicula Motschulsky, 1860